# بوسناگو
بوسناگو (به ایتالیایی: Busnago) یک کومونه در ایتالیا است که در استان مونتزا و بریانتزا واقع شده‌است.

## خصوصیات
بوسناگو ۵٫۹ کیلومترمربع مساحت و ۶٬۱۶۲ نفر جمعیت دارد و ۱۲۷ متر بالاتر از سطح دریا واقع شده‌است.